# Vindefontaine
Vindefontaine település Franciaországban, Manche megyében. Lakosainak száma 313 fő (2018. január 1.). Vindefontaine Coigny, Cretteville, Les Moitiers-en-Bauptois, Prétot-Sainte-Suzanne és Varenguebec községekkel határos.

## Népesség
A település népessége az elmúlt években az alábbi módon változott:
| Lakosok száma | 263  | 240  | 265  | 278  | 273  | 294  | 319  | 323  | 315  | 313  |
|               | 1962 | 1968 | 1982 | 1990 | 1999 | 2008 | 2011 | 2013 | 2017 | 2018 |